# El Burgo
El Burgo es un municipio y localidad de España, en la provincia de Málaga, Andalucía, enclavado en el entorno del parque nacional Sierra de las Nieves (declarado Reserva de la Biosfera por la Unesco). Se extiende por la zona centro-occidental de la provincia de Málaga, en las cuales se engloba la totalidad de los términos municipales de Alozaina, Casarabonela, El Burgo, Guaro, Istán, Monda, Monda, Ojén, Tolox y Yunquera. 
Cuenta con una población de 1758 habitantes (INE 2024) aunque en fechas claves como Feria el día de San Agustín, el patrón del pueblo y Semana Santa, el Domingo de Resurrección, el número de habitantes puede llegar incluso a rondar los 4.000. El gentilicio es burgueña/o.

## Hidrología
Uno de los manantiales que abastece a la provincia de Málaga de forma continua, es la del río Turón que nace en El Burgo, el cual permanece todo el año abasteciendo agua tanto al pueblo y sus alrededores como al pantano del Chorro (Ardales). También destacan Arroyos como el de la Fuensanta.

## Monumento natural de Andalucía

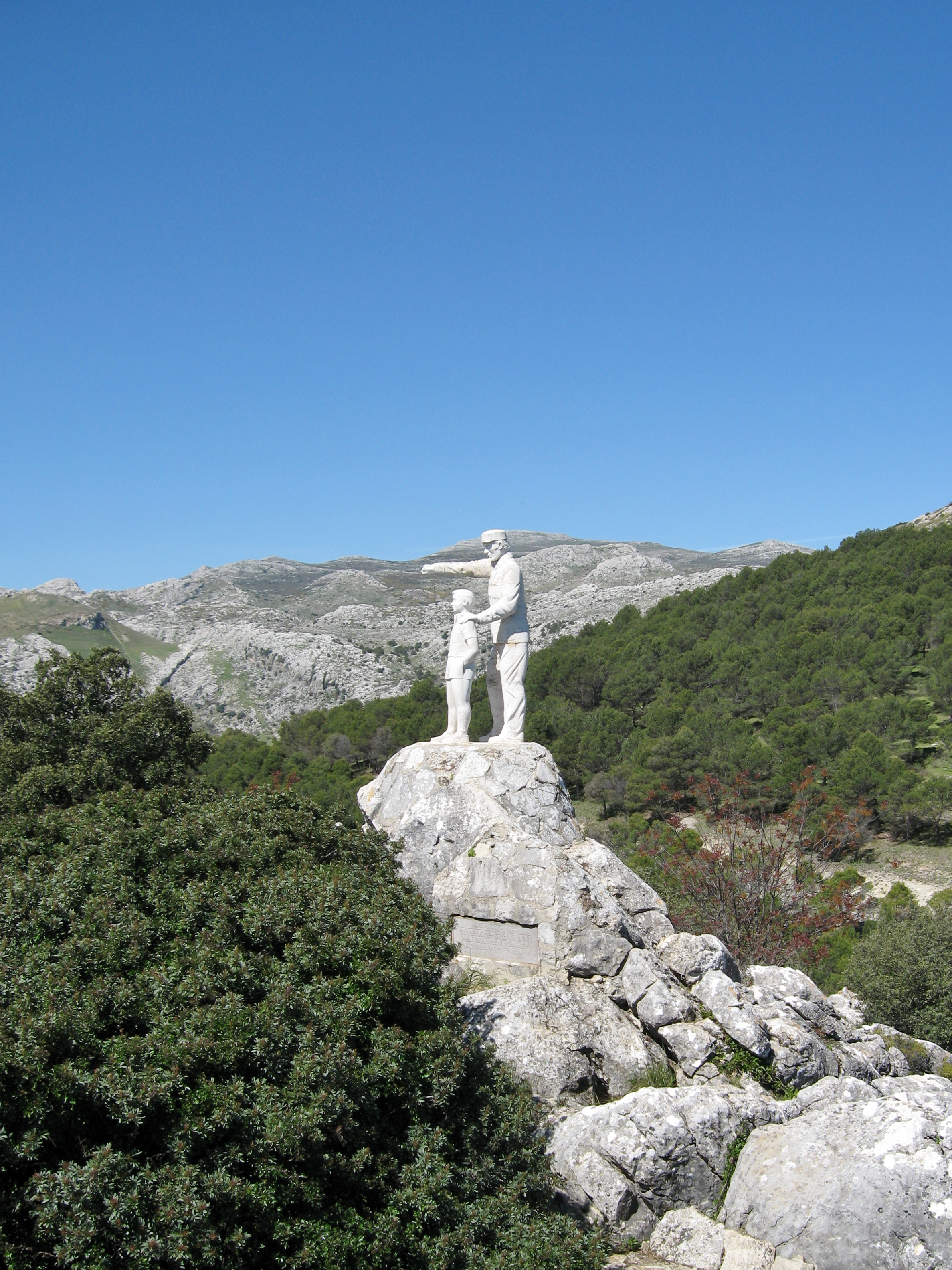
Vista del mirador del Guardia Forestal.

En el término municipal de El Burgo, se encuentra el denominado Mirador Cuenca del Río Turón o del Guardia Forestal que fue declarado Monumento Natural de Andalucía en 2011.

## Geografía humana

### Demografía
Cuenta con una población de 1758 habitantes (INE 2024).
| Gráfica de evolución demográfica de El Burgo entre 1842 y 2021                                                        |
| |
| Población de derecho según los censos de población del INE. Población de hecho según los censos de población del INE. |

### Economía

#### Evolución de la deuda viva municipal
| Gráfica de evolución de Deuda viva del Ayuntamiento de Burgo (El) entre 2008 y 2019                                |
| |
| Deuda viva del Ayuntamiento de Burgo (El) en miles de Euros según datos del Ministerio de Hacienda y Ad. Públicas. |

### Transporte público
El Burgo no está integrado formalmente en el Consorcio de Transporte Metropolitano del Área de Málaga, aunque las siguientes líneas de autobuses interurbanos operan en su territorio:
| Línea | Trayecto              |
| ----- | --------------------- |
| M-330 | Málaga-Zalea-El Burgo |

## Fiestas
La principal fiesta es la "Feria y Fiestas en Honor a "San Agustín" y suele durar unos cinco días, se celebra la semana del 28 de agosto, coincidiendo con el día del patrón de la población San Agustín. 
Otras fiestas son: la Quema de Judas, que está declarada de interés turístico Andaluz y coincide con el domingo de Resurrección en Semana Santa; La romería de la Virgen de las Nieves, que se festeja el primer fin de semana del mes de agosto; 
La Sopa de los siete ramales que coincide con el día de Andalucía, y está declarada de interés turístico provincial de Málaga; y las fiestas de carnaval a principios de marzo.
En el puente del pilar 12 de octubre se realiza la Recreación histótica "Pasión Bandolera", más de 300 vecinos se visten de 1840 para recrear la vida de los bandoleros de la zona, hacen actuaciones y una zona del pueblo la restauran para hacer un poblado.

## Personas destacadas
- Julio Benítez Benítez. Militar, Condecorado con la más alta distinción del Ejército Español, La Cruz Laureada de San Fernando.
- Juan José Mingolla Gallardo, "Pasos Largos", El último Bandolero
- Pepe Luis Martín, Matador de toros

## Ocio
El Municipio cuenta con numerosos bares y restaurantes, así como Hoteles rurales.
La calle principal del Municipio, está llena de bares, tiendas y restaurantes.

## Deportes
Cuenta con el campo de fútbol Calderón, dentro se encuentra también una pista de pádel, pistas de baloncesto y atletismo, así como con un pabellón polideportivo cubierto.
Posee una variada oferta turística como pueden ser el animal trail (competición de cross de montaña) con un recorrido de 50 km.

## Política y administración
PSOE e IULV-CA junto con BUP (Burgueños unidos por su pueblo) desde las elecciones locales de 2023 son los partidos políticos con representación en el Ayuntamiento. Actualmente la alcaldesa es Mariló Narváez del PSOE.
| Periodo   | Nombre                      | Partido                         |
| --------- | --------------------------- | ------------------------------- |
| 1979-1983 | Eduardo Carbonell Cruz      | Independiente                   |
| 1983-1987 | Eduardo Carbonell Cruz      | Independiente                   |
| 1987-1991 | Eduardo Carbonell Cruz      | IU-LV-CA                        |
| 1991-1995 | Eduardo Carbonell Cruz      | IU-LV-CA                        |
| 1995-1999 | Abelardo Muñoz Río          | Independiente                   |
| 1999-2003 | José Joaquín García Ramírez | IU-LV-CA                        |
| 2003-2007 | José Joaquín García Ramírez | IU-LV-CA                        |
| 2007-2011 | José Joaquín García Ramírez | IU-LV-CA                        |
| 2011-2015 | Mª Dolores Narváez Bandera  | PSOE-A                          |
| 2015-2019 | José Joaquín García Ramírez | IU-LV-CA El Burgo Para la Gente |
| 2019-2023 | José Joaquín García Ramírez | IU-LV-CA El Burgo Para la Gente |
| 2023-act. | Mª Dolores Narváez Bandera  | PSOE-A                          |